# Бричанская волость
Брича́нская во́лость — административно-территориальная единица Хотинского уезда Бессарабской губернии.
Волость включала в себя 17 сельских обществ, 21 община, 21 селение, 3 026 двора.
Волостной центр — местечко Бричаны.

## Количество земли
По состоянию на 1886 год, общая площадь уезда составляла 46 444 десятин, из них 30 870 десятин пахотной земли. Во владении крестьянских обществ находилось 19 707 десятин, во владении частных лиц — 26 236 десятин, остальная земля — 1 557 десятин.

## Население
Население Бричанской волости в 1886 году составляло 20 056 человек, из них 10 267 мужчин и 9 789 женщин.

## Населённые пункты
По данным «Иллюстрированного адрес-календаря Бессарабской губернии», выпущенного Бессарабским губернским статистическим комитетом в 1914 году Бричанская волость включала в себя 20 населённых пунктов, в том числе 1 местечко, 15 сёл, 3 деревни и 1 посёлок:
| Населённый пункт | Статус   | Современное название | Современная территориальная принадлежность     |
| ---------------- | -------- | -------------------- | ---------------------------------------------- |
| Балкоуцы         | село     | Бэлкэуць             | Бричанский район Молдавии                      |
| Болбоки          | село     | Булбоака             | Бричанский район Молдавии                      |
| Бричаны          | местечко | Бричень              | Бричанский район Молдавии                      |
| Гинкоуцы         | село     | Хинкэуць             | Единецкий район Молдавии                       |
| Глиная           | село     | Хлиная               | Единецкий район Молдавии                       |
| Глиная-Кокочены  | посёлок  | Хлиная Микэ          | Единецкий район Молдавии                       |
| Гриманкоуцы      | село     | Гримэнкэуць          | Бричанский район Молдавии                      |
| Грубна           | село     | Грубна               | Сокирянский район Черновицкой области Украины  |
| Колинкоуцы       | село     | Коликэуць            | Бричанский район Молдавии                      |
| Корестоуцы       | село     | Корестэуць           | Окницкий район Молдавии                        |
| Лукачены         | деревня  | Лукачовка            | Кельменецкий район Черновицкой области Украины |
| Маркоуцы         | село     | Мэркэуць             | Бричанский район Молдавии                      |
| Михайляны        | деревня  | Михайлены            | Бричанский район Молдавии                      |
| Новоселица       | село     | Новоселица           | Кельменецкий район Черновицкой области Украины |
| Паладия          | деревня  | Паладя               | Окницкий район Молдавии                        |
| Ротунда          | село     | Ротунда              | Единецкий район Молдавии                       |
| Росошаны         | село     | Росошаны             | Кельменецкий район Черновицкой области Украины |
| Табаны           | село     | Табаны               | Бричанский район Молдавии                      |
| Требисоуцы       | село     | Требисэуць           | Бричанский район Молдавии                      |
| Чепелеуцы        | село     | Чепелеуць            | Единецкий район Молдавии                       |